# Episodi di Insuperabili X-Men (seconda stagione)
La seconda stagione di Insuperabili X-Men, composta da 13 episodi, è andata in onda negli Stati Uniti dal 1993 al 1994 su Fox Kids, mentre in Italia è stata trasmessa nel 1994 su Canale 5, assieme alla prima stagione e ai primi episodi della terza.
| Nº st. | Nº tot. | Titolo                              | Titolo originale                 | Prima TV Stati Uniti | Prima TV Italia |
| ------ | ------- | ----------------------------------- | -------------------------------- | -------------------- | --------------- |
| 1      | 14      | Uniti per sempre - Prima parte      | Till Death Do Us Part - Part One | 23 ottobre 1993      | 5 ottobre 1994  |
| 2      | 15      | Uniti per sempre - Seconda parte    | Till Death Do Us Part - Part Two | 30 ottobre 1993      | 7 ottobre 1994  |
| 3      | 16      | A qualunque costo                   | Whatever It Takes                | 6 novembre 1993      | 10 ottobre 1994 |
| 4      | 17      | Alba rossa                          | Red Dawn                         | 13 novembre 1993     | 12 ottobre 1994 |
| 5      | 18      | Vecchi amici                        | Repo Man                         | 20 novembre 1993     | 14 ottobre 1994 |
| 6      | 19      | Per sempre tuo                      | X-Ternally Yours                 | 4 dicembre 1993      | 17 ottobre 1994 |
| 7      | 20      | Fuggitivi del tempo - Prima parte   | Time Fugitives - Part One        | 11 dicembre 1993     | 19 ottobre 1994 |
| 8      | 21      | Fuggitivi del tempo - Seconda parte | Time Fugitives - Part Two        | 18 dicembre 1993     | 21 ottobre 1994 |
| 9      | 22      | La storia di Rogue                  | A Rogue's Tale                   | 8 gennaio 1994       | 24 ottobre 1994 |
| 10     | 23      | La bella e la bestia                | Beauty & the Beast               | 15 gennaio 1994      | 26 ottobre 1994 |
| 11     | 24      | Mojovision                          | Mojovision                       | 5 febbraio 1994      | 28 ottobre 1994 |
| 12     | 25      | La trappola - Prima parte           | Reunion - Part One               | 12 febbraio 1994     | 31 ottobre 1994 |
| 13     | 26      | La trappola - Seconda parte         | Reunion - Part Two               | 19 febbraio 1994     | 2 novembre 1994 |

## Uniti per sempre - Prima parte
- Titolo originale: Till Death Do Us Part - Part One
- Prima TV Stati Uniti: 23 ottobre 1993
- Prima TV Italia: 5 ottobre 1994

Ciclope e Jean si sono sposati, e sono partiti per la luna di miele, mentre Kelly è stato eletto presidente, schierandosi dalla parte dei mutanti. Questo dà però il via a molte proteste, provocando grosse azioni vandaliche. Gli X-Men partono per sistemare la situazione, e proprio in tal occasione alla loro base arriva Morph sotto mentite spoglie. Il suddetto, misteriosamente vivo e ritrovatosi abbandonato dai suoi compagni, è stato persuaso da una voce misteriosa a vendicarsi di loro, arrivando a finire in uno stato di pazzia che lo ha convinto a obbedire. Morph, utilizzando i suoi poteri trasformisti, riesce a mettere fuori gioco gli X-Men presenti.

## Uniti per sempre - Seconda parte
- Titolo originale: Till Death Do Us Part - Part Two
- Prima TV Stati Uniti: 30 ottobre 1993
- Prima TV Italia: 7 ottobre 1994

Gli X-Men riescono, in un modo o nell'altro, a uscire dalle difficili situazioni in cui li ha messi Morph, ad eccezione di Xavier, che si ritrova in Antartide con Magneto (essendo stato anche lui attirato lì) e Morph prende le sue sembianze, venendo però scoperto dagli altri X-Men, che si rendono così conto del fatto che sia ancora vivo e che ce l'abbia con loro. Intanto Ciclope e Jean, in viaggio di nozze, vengono rapiti dal misterioso Sinistro e dai suoi scagnozzi e vengono poi raggiunti da Morph, che rivela di essere stato lui stesso a sposare i due, sotto le mentite spoglie di un sacerdote, facendo sì che il matrimonio non fosse valido. Qui Sinistro ricorda a Morph cosa gli è accaduto e come mai si trova in questo stato: l'X-man è stato trovato morto da Sinistro, che ha recuperato il suo corpo ed è riuscito a restituirgli la vita, ma nel farlo Morph ha subito uno sdoppiamento di personalità, delle quali una era quella del Morph di sempre, mentre l'altra era una personalità malvagia che voleva vendicarsi dei suoi ex compagni per averlo abbandonato. Da loro giungono poi gli X-Men, che lottano con gli uomini di Sinistro. Ciclope riesce poi a liberarsi e colpisce il nemico, mettendolo in fuga. Anche Morph scappa, ma Wolverine è deciso a ritrovarlo.

## A qualunque costo
- Titolo originale: Whatever It Takes
- Prima TV Stati Uniti: 6 novembre 1993
- Prima TV Italia: 10 ottobre 1994

Gli X-Men notano che si è verificato uno strappo nel piano astrale del pianeta, e Tempesta nota che si è originato nella tribù africana da cui proviene. Il suddetto strappo è stato provocato da Mjnari, un ragazzo a cui Tempesta ha salvato la vita subito dopo la nascita (e perciò ha acquisito dei superpoteri) e che ha cresciuto all'inizio della sua vita, e che perciò considera come un figlio. Mjnari è stato posseduto dal Re delle Ombre, un misterioso nemico che era stato rinchiuso nel piano astrale da Xavier, ma che è riuscito a uscirne. Tempesta lotta contro il Re delle Ombre, e alla fine lei e Mjnari riescono a rinchiuderlo nel piano astrale. Nel frattempo Wolverine insegue Morph fino in Brasile, mentre Magneto e Xavier, in Antartide, si ritrovano in un luogo che somiglia a una foresta, noto come Terra Selvaggia, dove i loro poteri non hanno effetto e dove il secondo riesce misteriosamente a camminare, nonostante il suo corpo dovrebbe essere paralizzato.
Basato su: The Uncanny X-Men serie 1 n. 198 (in Italia Gli incredibili X-Men n. 16)

## Alba rossa
- Titolo originale: Red Dawn
- Prima TV Stati Uniti: 13 novembre 1993
- Prima TV Italia: 12 ottobre 1994

In Russia alcuni uomini pianificano di far rinascere l'Unione Sovietica venendo aiutati dal mutante Omega Red, che porta distruzione ovunque vada. Colosso, essendo russo, va dagli X-Men per chiedere loro aiuto per salvare la sua patria, ma trova solo Jubilee. Va quindi in Russia con la ragazza, dove vede che la sua casa è stata completamente rasa al suolo, trovando però sua sorella Illyana ancora sana e salva. Questa rivela che i loro familiari e amici sono stati rapiti da alcuni soldati. Successivamente arrivano ad aiutarli anche gli altri X-Men, e Tempesta riesce a sconfiggere Omega Red congelandolo. Così facendo le persone rapite vengono liberate, e Colosso decide di rimanere in Russia per riparare i danni commessi da Omega Red.

## Vecchi amici
- Titolo originale: Repo Man
- Prima TV Stati Uniti: 20 novembre 1993
- Prima TV Italia: 14 ottobre 1994

Wolverine incontra Alpha Flight, un gruppo di mutanti canadesi capitanati da Vindicator di cui lui faceva parte in passato, e i suddetti lo catturano per sottoporlo a un esperimento: un generale di nome Chasen vuole infatti scoprire come abbia fatto Wolverine a sopravvivere dopo che gli è stato abusivamente impiantato dell'adamantio nelle ossa. L'esperimento viene condotto da Heather, moglie di Vindicator e amica di Wolverine, ma non ha successo. A questo punto i membri di Alpha Flight si rendono conto che Chasen non si è attenuto agli accordi che si erano preposti, perciò lo cacciano. I mutanti chiedono poi a Wolverine se voglia tornare a far parte del loro gruppo, ma lui rifiuta.
Basato su: X-Men serie 1 n. 121 (L'Uomo Ragno serie 2 nn. 25, 26 e 27) e su Marvel Comics Presents serie 1 nn. 72-84 (X-Marvel nn. 22, 23 e 24)

## Per sempre tuo
- Titolo originale: X-Ternally Yours
- Prima TV Stati Uniti: 4 dicembre 1993
- Prima TV Italia: 17 ottobre 1994

Ogni dieci anni due confraternite, quella degli assassini e quella dei ladri (di cui in passato faceva parte Gambit) sono tenute a dare un tributo alla potente External, una donna in grado di donare loro un enorme potere, ma anche di farli scomparire nel nulla nel caso in cui non le consegnino niente. Bella Donna, capo degli assassini nonché ex promessa sposa di Gambit, riesce a rapire quest'ultimo ingannandolo e a dare ai ladri un falso tributo, così che External li elimini. Dopo l'arrivo di External il suo piano sembra funzionare, ma Jean (che aveva raggiunto Gambit insieme a Wolverine e Rogue) riesce, tramite i suoi poteri telepatici, a far scoprire la verità a External, che scatena quindi la sua ira su Bella Donna.
Basato su: Gambit serie 1 nn. 1-4 (Wiz nn. 1-4)

## Fuggitivi del tempo - Prima parte
- Titolo originale: Time Fugitives - Part One
- Prima TV Stati Uniti: 11 dicembre 1993
- Prima TV Italia: 19 ottobre 1994

Nell'anno 3999 Cable e altri uomini stanno combattendo contro Apocalisse, quando all'improvviso si scatena una cronotempesta, ovvero un evento che, a seguito di un cambiamento avvenuto nel passato, modifica il tempo per adeguarlo a quanto accaduto. Cable, intenzionato a fermare la cronotempesta, avendo scoperto che altrimenti la sua realtà cesserebbe di esistere, utilizza un oggetto futuristico per capire che cambiamento è avvenuto. Scopre così che, dopo il suo viaggio negli anni '90, Alfiere è riuscito a risolvere il problema per cui era partito, solo per scoprire che se ne è presentato un altro: in passato si è infatti verificata una forte epidemia che ha infettato la maggior parte dei mutanti, uccidendoli. Alfiere torna così negli anni '90 e avverte gli X-Men dell'accaduto. Il virus è stato creato da un uomo agli ordini del politico Creed, che in un'occasione tenta di infettare Bestia, ma l'intervento provvidenziale di Alfiere fa sì che sia lo stesso Creed a venire colpito dal virus. Creed e gli X-Men vanno quindi dal creatore del virus, per scoprire che altri non è che Apocalisse sotto mentite spoglie. Alfiere riesce a fermare l'epidemia distruggendo il virus, ma ciò fa sì che nei mutanti non si formino gli anticorpi per epidemie successive, uccidendoli in ogni caso. Cable, suo malgrado, si rende perciò conto che, se vuole salvare il suo tempo, deve far sì che l'epidemia creata da Apocalisse si diffonda.

## Fuggitivi del tempo - Seconda parte
- Titolo originale: Time Fugitives - Part Two
- Prima TV Stati Uniti: 18 dicembre 1993
- Prima TV Italia: 21 ottobre 1994

Per poter salvare la sua realtà, Cable viaggia nel tempo arrivando al momento in cui Alfiere è tornato negli anni '90 per fermare l'epidemia. Cable tenta inizialmente di far capire la situazione ad Alfiere discutendone ma, non riuscendoci, decide di usare le maniere cattive, e lo attacca. Utilizzando il suo elaboratore portatile, scopre poi che il superpotere di Wolverine è quello di avere un fattore di guarigione velocizzato, e crede quindi di aver trovato la soluzione ai suoi problemi: riesce a fare in modo che Wolverine venga infettato dal virus, venendo però guarito immediatamente. Così facendo il suo corpo può creare gli anticorpi necessari alla sopravvivenza dei mutanti, e Cable può tornare al suo tempo, ancora esistente.

## La storia di Rogue
- Titolo originale: A Rogue's Tale
- Prima TV Stati Uniti: 8 gennaio 1994
- Prima TV Italia: 24 ottobre 1994

Rogue è continuamente tormentata dalla visione di una donna misteriosa. Mystica prende le sembianze di tale donna per attirarla a sé e, non appena lei e Rogue si ritrovano insieme, Mystica le dice di toccarla. Così facendo Rogue scopre alcuni suoi vecchi ricordi che le erano stati tolti dalla mente da Xavier: dopo aver scoperto che fosse una mutante, il padre di Rogue l'ha ripudiata, e lei è scappata di casa. È stata quindi trovata da Mystica, che, trattandola come una figlia, l'ha accolta tra i suoi uomini e l'ha aiutata a comprendere al meglio i suoi poteri. Un giorno il gruppo tuttavia si è ritrovato a dover affrontare Miss Marvel. In tal occasione Mystica ha costretto Rogue a toccare la loro rivale per molto più tempo del solito, facendo così che fosse riuscita ad acquisire la superforza e la capacità di volare di Miss Marvel per sempre, facendo però finire la suddetta in un coma perenne e facendo sì che la sua mente rimanesse intrappolata dentro Rogue, perseguitandola. Successivamente la ragazza è scappata una seconda volta, venendo trovata da Xavier che, per aiutarla, le ha tolto i ricordi dell'accaduto. Nel presente Jean riesce, tramite i suoi poteri telepatici, a imprigionare Miss Marvel, così che non tormenti più Rogue. Successivamente Mystica chiede a quest'ultima di tornare da lei, ma lei rifiuta, in quanto ritiene che Mystica l'abbia solo usata.

## La bella e la bestia
- Titolo originale: Beauty & the Beast
- Prima TV Stati Uniti: 15 gennaio 1994
- Prima TV Italia: 26 ottobre 1994

Bestia ha lavorato in un ospedale assieme al suo collega Bolson a un'operazione che dovrebbe permettere a Carly, una ragazza cieca, di riuscire a vedere. Tuttavia Bestia viene sollevato dal suo incarico poco prima dell'operazione, poiché il padre di Carly non sopporta l'idea che sua figlia venga operata da un mutante. Questo è un duro colpo per Bestia e Carly, dato che erano innamorati l'uno dell'altra. Bestia decide comunque di presentarsi alla fine dell'operazione, venendo visto dalla ragazza che, nonostante il suo aspetto mostruoso, ha una reazione totalmente positiva. Successivamente lei viene però catturata dagli Amici dell'Umanità, un gruppo di fanatici capeggiati da Creed che vogliono sterminare i mutanti. Wolverine si infiltra tra loro con lo pseudonimo di "John Logan" e Bestia giunge dagli Amici dell'Umanità per salvare Carly, venendo però attaccato. A questo punto gli X-Men, sotto consiglio di Wolverine, proiettano un ologramma di Sabretooth, che rivela che il suo vero nome è Graydon Creed Senior, e altri non è che il padre di Creed, facendo capire ai membri degli Amici dell'Umanità che il loro capo è figlio di un mutante. Bestia riesce a salvare Carly, e perciò il padre della ragazza si scusa con lui e comincia a rispettarlo.

## Mojovision
- Titolo originale: Mojovision
- Prima TV Stati Uniti: 5 febbraio 1994
- Prima TV Italia: 28 ottobre 1994

In un mondo alternativo dove i programmi televisivi sono considerati della massima importanza, il mostro Mojo teme che un certo Longshot, che ha acquistato molta popolarità, possa superarlo per gradimento del pubblico. Rapisce quindi gli X-Men dalla Terra e li costringe a partecipare ai suoi programmi. Tuttavia Longshot, geloso del loro successo, boicotta la trasmissione e li fa tornare da dove sono venuti.
Nota: I programmi nei quali vengono inseriti gli X-Men si intitolano Miami Mutants!, Rogue Star e Sognando Jean (in inglese I Dream of Jean), e sono delle parodie rispettivamente di Miami Vice, Star Trek e Strega per amore (il cui titolo originale, a cui fa riferimento la parodia, è I Dream of Jeannie).

## La trappola - Prima parte
- Titolo originale: Reunion - Part One
- Prima TV Stati Uniti: 12 febbraio 1994
- Prima TV Italia: 31 ottobre 1994

Nella Terra Selvaggia Xavier e Magneto vengono rapiti dai mutati, ovvero degli esseri a cui il secondo in passato aveva donato dei poteri che li fanno somigliare ai mutanti. Magnus infatti in passato era già stato nella Terra Selvaggia, e lì aveva creato una sorta di regno che aveva intenzione di governare. Tuttavia i mutati hanno ora un nuovo capo, e non ubbidiscono più a Magneto. Intanto Morph, ancora in uno stato confusionale che lo rende a volte rivale e a volte alleato degli X-Men, avverte questi ultimi del fatto che Sinistro voglia rapire Jean, cosa che in effetti riesce a fare. Successivamente la porta alla Terra Selvaggia, dove si scopre che è proprio lui il nuovo capo dei mutati. Uno dei suddetti, Sauron, riesce a ipnotizzare Xavier e a far sì che mandi un messaggio agli X-Men dicendo loro di raggiungerlo.

## La trappola - Seconda parte
- Titolo originale: Reunion - Part Two
- Prima TV Stati Uniti: 19 febbraio 1994
- Prima TV Italia: 2 novembre 1994

Gli X-Men raggiungono la Terra Selvaggia e, venendo privati dei loro poteri da Sauron, vengono facilmente catturati dai mutati, ad eccezione di Wolverine che riesce a fuggire. Sinistro ha quindi intenzione di utilizzare un macchinario per assorbire i poteri delle persone catturate e trasferirli ai suoi uomini, ma viene fermato da un gruppo di autoctoni, capitanati da Ka-Zar, un selvaggio che è stato incontrato da Wolverine e i cui compaesani sono stati in precedenza catturati da Sinistro. Gli X-Men riescono a sconfiggere il capo dei mutati facendolo andare in mille pezzi, ma nonostante ciò il suddetto risulta essere ancora vivo, e perciò Jean, tramite i suoi poteri, fa finire i suoi frammenti nello spazio, così da disperderli. Gli X-Men aiutano poi i selvaggi a riparare le loro abitazioni, che erano state precedentemente distrutte, e tornato poi alla scuola per mutanti con Morph, che Xavier ha intenzione di curare.